# Perzische taal en cultuur
De studie Perzische taal en cultuur (Perzisch: مطالعات فارسی) is de studie van de Perzische taal vooral de Perzische literatuur. De studie onderscheidt zich van Iraanse studies, wat een breder, meer interdisciplinair onderwerp is dat zich meer richt op de geschiedenis en culturen van alle Iraanse volkeren.

## Geschiedenis van Perzische studies in Iran (Perzië)

### Voor de islam
De studie van de taal in Iran gaat vele eeuwen terug vóór de islam. Het Avestaanse alfabet, ontwikkeld tijdens het Sassanidische rijk, was afgeleid van het Pahlavi-alfabet en bleef een van de meest fonologisch geavanceerde alfabetten tot de moderne tijd. De zoroastrische liturgieën waren tot dan toe mondeling overgeleverd, en het vermogen om deze oude teksten op schrift te stellen hielp om ze te bewaren. Maar zelfs eerder dan dat, toont de uitvinding van het Oud-Perzische syllabair, waarvan de vormen werden aangepast aan reeds bestaande spijkerschriftsystemen, aan dat Iraanse volkeren kritisch, logisch en fantasierijk konden denken over hun taal.

### Vroege islam
De komst van de islam kondigde het einde van de wereld van de oudheid aan en de vervanging van het zoroastrisme door de islam als het belangrijkste geloof van het Iraanse plateau. Perzië werd een deel van de grote islamitische gemeenschap, de Oemma, en zag de opkomst van het Arabisch als de nieuwe taal van literatuur en leren. In Perzië geboren grammatici, retorici, wetenschappers, filosofen, theologen hebben samen met andere moslims van andere nationaliteiten bijgedragen aan de intellectuele vitaliteit van deze nieuwe en levendige beschaving. Een van de meest prominente zijn:
- Sibawayh (c. 760 CE), die schreef een van de eerste grammatica's van het Arabisch;
- Avicenna (c. 980 CE) een van de meest gevierde en invloedrijke denkers van de islamitische Gouden Tijdperk bijgedragen aan astronomie, filosofie, logica, en mechanica, die hielp de Perzische taal nieuw leven in te blazen door nieuwe woorden te bedenken;
- Asadi Tusi (d. 1072 CE) wiens woordenboek vertegenwoordigde een poging om de Perzische taal te standaardiseren.

In veel regio's van dit Arabische rijk werd de inheemse taal bijna volledig vervangen door het Arabisch: de pre-islamitische talen van Syrië, Irak, Egypte en Noord-Afrika bestaan alleen in geïsoleerde gemeenschappen en zijn grotendeels vervangen door het Arabisch. Niet zo in Perzië, waar de Perzische taal voortduurde, zij het met een infusie van Arabische woordenschat, en bloeide als de hoofse taal van het islamitische Oosten. In feite was het in de oostelijke uithoeken van het kalifaat, ver van de zetel van de Arabische macht in Bagdad, waar het Nieuwperzisch opnieuw opkwam als literaire en hoofse taal.

## Europese studie van het Perzisch

### Vroege ontmoetingen
Perzisch was de lingua franca van een groot gebied, niet beperkt tot Iran. :5 De eerste Europeanen die de Perzische taal ontmoetten, waren de gezanten en diplomaten van vroegmoderne Europese landen die eerst naar het Ottomaanse Turkije en vervolgens naar andere plaatsen werden gestuurd. De vroegste motivatie voor de studie van het Perzisch was om bekeerlingen tot het christendom te winnen.
- Codex Cumanicus, een woordenlijst van Perzische en Cuman-Turkse woorden in het Latijn; [1] :6
- een vertaling van de Pentateuch in het Perzisch door de Jood Tavus;[1] :6
- vertalingen uit het Portugees van Franciscus Xaverius' History of Christ en History of Peter (c. 1602 CE).

Grammatica en woordenboeken van de Perzische taal werden voor het eerst samengesteld in de 17e eeuw, waarin pogingen werden ondernomen om het "Perzisch van het volk" te begrijpen. Later nam het Perzisch, zoals het feitelijk werd gebruikt, in belang af toen de klassieke Perzische literatuur op het continent werd geïntroduceerd. Middeleeuws Perzisch verschilt van modern Perzisch, zowel qua grammatica als woordenschat (omdat de betekenis van sommige woorden in de loop van de tijd is veranderd).
- Raimondo van Cremona schijnt de eerste te zijn geweest die een grammaticale schets van het Perzisch schreef, maar zijn manuscript is nog steeds niet beschikbaar;[1] :6
- de Belgische priester de Dieu publiceerde Rudimentae Linguae Persicae (1639 CE) waarin hij de basisfonologie en morfologie van het Perzisch vaststelde;[1] :6
- Pater Angelus (Joseph Labrosse) studeerde veertien jaar Perzisch in de hoofdstad Esfahan als onderdeel van de oosterse missie van het Vaticaan. Hij publiceerde een monumentaal werk bestaande uit "veertien folio's met minigrammatica en meer dan 450 pagina's met woorden en zinnen van de levende taal." [1] :6–7

### Begin van hetoriëntalisme, 18e eeuw
Tijdens deze eeuw ontdekten Europeanen de rijke voorraad klassieke Perzische literatuur, en studie van de Perzische taal betekende studie van de taal zoals die in deze werken werd gebruikt. De eerste editie van de Gulistan van Sa'di werd gepubliceerd in 1654 CE. :7 Naarmate de Britse handel met het Indiase subcontinent toenam, verschoof de focus van het leren van Perzisch naar het 'koloniale' Perzisch van India.  :8
- Anquetil publiceerde de eerste editie van de teksten van de zoroastrische Parsis in zijn driedelige Zend-Avesta (1771 CE).
- William Jones' publicatie van zijn grammatica (ook in 1771 CE) markeerde wanneer kennis van de Perzische grammatica echt toegankelijk werd, aangezien de eerdere werken niet beschikbaar waren voor de meeste mensen. Hij hoopte dat het werk de studie van de Perzische Klassieken zou openen, maar het was bedoeld om medewerkers van de Oost-Indische Compagnie te helpen. William Jones stichtte de Asiatic Society of Bengal (1784 CE), de eerste oosterse samenleving.

### Oriëntalisme, herontdekking, 19e eeuw
Tijdens deze periode van intense belangstelling voor het Oosten, bleek het Perzisch een van de belangrijkste talen te zijn voor het beginnende veld van de vergelijkende taalkunde. Veel geleerden in voorgaande eeuwen hadden opmerkingen gemaakt over de overeenkomsten tussen Germaanse en Iraanse talen, :14–15 maar in de 19e eeuw postuleerden geleerden voor het eerst een gemeenschappelijke voorouder van talen als Sanskriet, Perzisch en Europese talen, die sindsdien de Proto-Indo-Europese taal worden genoemd.
Even belangrijk was het ontcijferen van het Oud-Perzisch, de taal van tientallen inscripties die nog steeds in Iran staan. Sir Henry Rawlinson ontdekte voor het eerst dat de taal van deze inscripties een oude vorm van de Perzische taal was. Omdat deze inscripties vaak inscripties in andere spijkerschriftschrift bevatten, werd deze ontcijfering als een steen van Rosetta voor de talen van het oude Mesopotamië. Alles wat we weten over de talen en geschiedenis van de rijken van Babylonië, Assyrië, Sumerië, Elam, enzovoort, is indirect schatplichtig aan kennis van de Perzische taal.
Tijdens de Kadjaren-dynastie ontmoetten Perzen Europeanen voor het eerst in de context van de opkomst van het Westen. Napoleons expeditie naar Egypte in 1798 CE was de eerste Europese invasie in het islamitische Midden-Oosten en was de voorbode van veel meer ontwrichtingen voor de volkeren van deze regio, vooral Perzië. Perzië verloor grondgebied in verschillende oorlogen met Rusland en Groot-Brittannië. De economie van Perzië  leed enorm toen de Europese vaarroutes de legendarische zijderoute omzeilden, die altijd een pijler van de economie van Iran was geweest. Nieuwe industriële productieprocessen maakten traditionele manieren van leven voor Perzen onmogelijk. Net als in veel andere landen in deze periode, zoals Japan, China en Turkije, vond er in Perzië een nationalistische reactie plaats toen de Perzen beseften hoe belangrijk het was om zo snel mogelijk te moderniseren om de opmars van de westerse mogendheden af te weren. Het was op dit punt dat moderne onderwijsinstellingen in de westerse traditie voor het eerst werden geopend in Perzië. Perzië zou nooit meer hetzelfde zijn, en de studie van de taal daar versmolt met de traditie in Europa.

## Perzische studies in de Verenigde Staten
- Harvard universiteit
- Universiteit van Ohio
- Staatsuniversiteit van San Francisco
- Universiteit van Maryland
- Universiteit van Texas in Austin
- Universiteit van Michigan in Ann Arbor